# 屏東縣長治鄉德協國民小學
屏東縣長治鄉德協國民小學，簡稱德協國小，是一所位於臺灣屏東縣長治鄉的國民小學，在德協地區境內，另有附設幼兒園。

## 沿革
1947年（民國36年）3月1日，成立屏東市立德協國民學校:182，首任校長為邱壬生，三年後更名為屏東縣長治鄉德協國民學校。1968年（民國57年）配合九年國民義務教育實施，易為現名屏東縣長治鄉德協國民小學。1976年至1978年間為示範中心學校:184。

## 體育
2003年，德協國小成立撞球校隊，主要由教師郭孟儒指導。截至2011年共獲得14次團體冠軍，與鄰近的長治國中共同使用訓練器材，選手亦銜接教育。教師鄭昆明則主持扯鈴隊課程，2009年該校學生獲得世界雜耍賽冠軍。

## 校園
校內設有200公尺PP人工跑道與兒童遊樂設施，皆於2012年建成。2020年，農委會水土保持局選定德協國小為水土保持示範基地，推動防災教育，並舉辦野外求生課程。2021年，屏東東區扶輪社捐贈德協國小的生態池整建，強化美觀改造。
圍牆周邊種植多棵花旗木，校址位處長治鄉聯絡三地門鄉及屏東市的重要路段，每逢三四月盛開時會吸引許多遊客來訪。

## 外部連結
- 德協國小官網 （页面存档备份，存于）